# Glewiec
Glewiec is een plaats in het Poolse district Proszowicki, woiwodschap Klein-Polen. De plaats maakt deel uit van de gemeente Koniusza en telt 260 inwoners.